# 投石機
投石機或稱拋石機、砲或炮，是遠古時代與中古時代出現的攻城武器，可把石彈、巨石或爆裂物投到敵方的城牆、城內或者兵陣內而造成破壞。
「砲」原指投石機與其彈，唐後也指由投石機發射的燃燒物，宋後也指由投石機發射的縱火物與爆裂物，明後也指大型管身火器。宋代之前「砲」與「炮」不同義，「炮」只有「燒烤」的意思，宋代之後「炮」逐漸有「砲」的意思。就連「火砲」一詞最初也是指發射燃燒物或爆裂物投石機與其砲彈，明後才也指大型管身火器。

## 投石機的類型
- 扭力投石机，又稱石弩（發射石彈的弩）、彈射器、弩砲（Catapult）：从弓发展而来，[2]在古希臘、古羅馬時即在使用，以絞繩的扭力來發射彈體。弹射杆平時是直立的，杆的顶端是裝彈丸的“勺子”或皮弹袋，杆的下端插在一根扭绞得很紧的水平绳索里。弹射时，先用绞盘将弹射杆拉至接近水平的位置，在“勺子”或皮弹袋里放进彈丸。松开绞盘绳索时，弹射杆恢复到垂直位置将彈丸射出。而「（野驢）」這種投石機發射時很像驢子在踢腿，所以才稱為「（野驢）」。
  - 投射機，又稱射箭機、弩砲、扭力弩砲（Ballista）：在古希臘羅馬時即在使用，是一種有類似弩的外觀的扭力投石機，以絞繩的扭力（而不以「弓身」的彈力）來發射箭彈，有兩個扭力裝置，除了發射大型箭也可以發射石彈。
- 床弩，又稱弩、子弩、床子弩、弩砲（Arcuballista）：是大型化的弩，通常一弩上有多個弓身，以弓身的彈力來發射箭彈。
- 人力拋石機，又称牵引拋石機（Mangonel）、砲（Traction Trebuchet）：是直接利用人力的投石機，最早出现于公元前5世纪战国时期，北周和隋唐时期西传，先为早期的阿拉伯人使用，其后传入欧洲。[2]是用人力在远离投石器的地方一齐牵拉连在横杆上的梢（砲梢）。砲梢架在木架上，一端用绳索栓住容纳石弹的皮套，另一端繫以许多条绳索讓人力拉拽而将石弹抛出，砲梢分单梢和多梢，最多的有七個砲梢裝在一個砲架過，需250人施放。砲在古代中國出現的，多人一同拉下槓桿的一邊拋射另一邊的石彈。砲也是中文中對所有種類投石機的泛稱。附有輪子的通常稱行砲車。

中国古代牵引抛石机在唐朝入侵高句丽时使用的抛车能抛出300多斤的石料，对高句丽的木制城柵造成重创。在宋代出現可以砲架可以旋轉的砲，稱為旋風砲。北宋開寶八年（975年），宋朝在攻滅南唐時使用了“火炮”。这是一种使用可燃燒弹丸的投石机。北宋政府在建康府（今江蘇南京）、江陵府（今湖北江陵）等城市建立了火藥製坊，製造了火藥箭，火炮等以燃燒性能為主的武器。

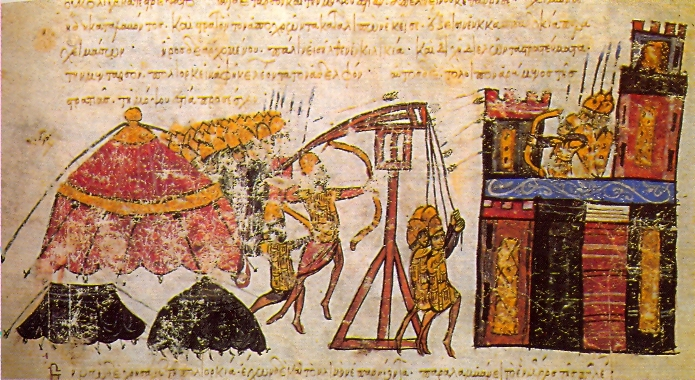
11世纪的拜占庭人力拋石機。
搭載旋風砲的宋代樓船圖。圖片出自《武經總要》。
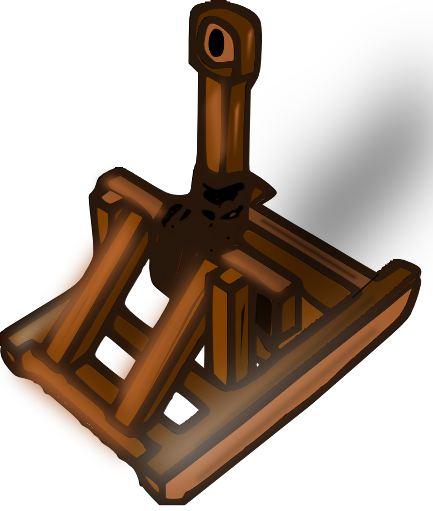
一個牵引拋石機的圖示。

- 轉輪式投石機：由魏朝工匠馬鈞改良，能連續發射磚石，遠至數百步，俗稱霹靂車。

- 手砲：是一種投石繩棍，以使用者的臂力來投擲，中國宋朝有使用紀錄。[3]
- 重力拋石機，又稱平衡重锤投石機、配重式投石機、回回砲、西域砲、襄陽砲（Counterweight Trebuchet）：从人力拋石機发展而来，最早出現在歐洲12世纪末中世紀的一種投石機，一種最大型的投石機，南宋时随蒙古传入中国。[2]

利用槓桿原理，一端裝有重物，而另一端裝有待發射的石彈，發射前須先將放置彈藥的一端用絞盤、滑輪或直接用人力拉下，而附有重物的另一端也在此時上升，放好石彈後放開或砍斷繩索，讓重物的一端落下，石彈也順勢拋出。
此種拋石機經由伊斯蘭地區傳入中國而被稱作「回回砲」。到了14世纪中期，有的抛石机能抛射将近1000磅（约454公斤）重的弹体，威力巨大。
近代试验表明，吊杆长50英尺（约15.2公尺），平衡重锤为10吨的抛石机能将200到300磅（约90-136公斤）的石彈抛射约300码（约274公尺）的距离。可以投掷一个或多个物体，物体可以是巨石或火药武器，甚至是毒药、污秽物、人或动物的尸体，达到心理战之目的，汙穢物同时也是最早的生化武器。
蒙古軍隊則從波斯人該處學來回回炮，因在攻打襄陽與樊城時一戰出名，所以又稱襄陽砲。用绞盘升起重物，靠重物下坠的勢能射出杠杆另一端的砲弹。其平衡重锤重量通常在4到10吨左右，以致整個投石機形体龐大。 《元史·阿里海牙傳》载：「会有西域人亦思马因献新炮法，因以其人来军中。」「機发，声震天地，所擊无不摧陷，入地七尺」。

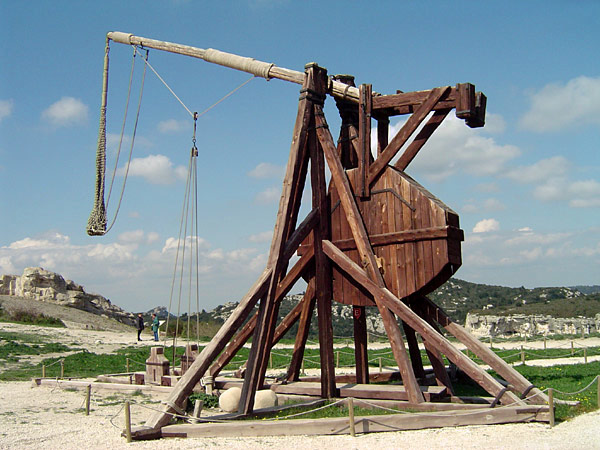
一個在法國莱博德城堡的重力拋石機。
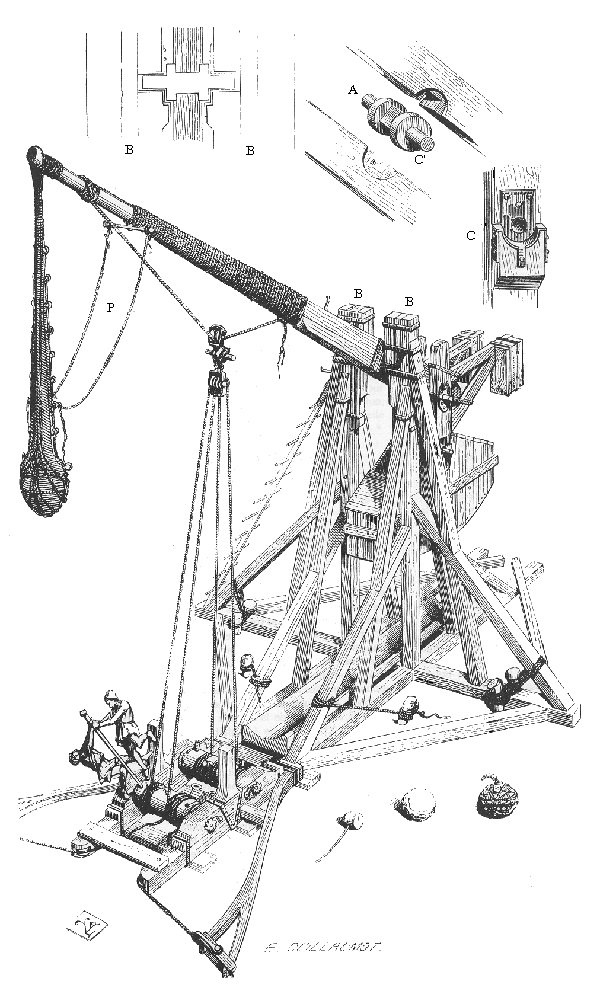
重力拋石機的結構圖。
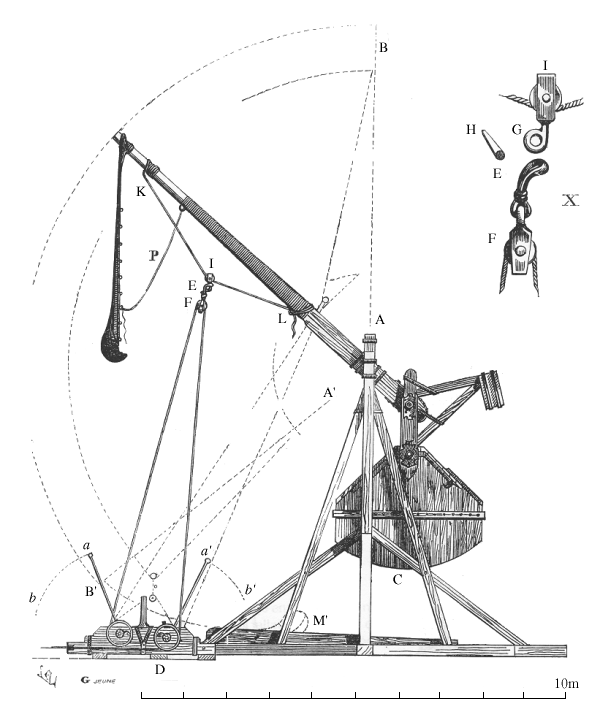
重力拋石機的側面圖。

## 延伸閱讀
- Joseph Needham（李約瑟）& Robin D.S. Yates（葉山）著，鍾少異等譯：《中國科學技術史》，第5卷第6分冊，《軍事技術：拋射武器及攻守城技術》（上海：上海古籍出版社，2004）。
- 荒川慎太郎：〈西夏的“炮”设计图 （页面存档备份，存于）〉。
- 《武器事典》，市川定春 著，奇幻基地 出版。
- （页面存档备份，存于）
- （页面存档备份，存于）